# Kato Pyrgos
Kato Pyrgos (in greco Κάτω Πύργος?; in turco Aşağı Pirgo) è una comunità (in greco κοινότητα?, koinótita) e un villaggio nel distretto di Nicosia a Cipro.
Esso è la località più importante della Tillyria. Insieme al villaggio più piccolo di Pano Pyrgos (in greco Πάνω Πύργος?), fa parte di Pyrgos. La località aveva 1 120 abitanti nel 2001. A questi bisogna aggiungere i 30 abitanti di Pano Pyrgos.

## Geografia fisica
È l'unico insediamento controllato dai greco-ciprioti nella baia di Morphou. È sita ai piedi del versante nord della regione montuosa del Troodos e appartiene al distretto di Nicosia. Si trova a circa 111 chilometri dalla capitale, il che corrisponde a circa 1,5 ore di macchina.
Anche la distanza da Paphos è di 111 chilometri, mentre il tempo occorrente per raggiungere Polis è di 50 minuti.
La linea del cessate il fuoco turco (linea verde), dopo l'invasione turca del 1974, si trova sia a est che a ovest. In quest'ultima direzione si trova l'enclave di Kokkina.

## Origini del nome
Il nome del villaggio deriva da "Troulli", un piccolo edificio simile a una torre (Pyrgos), situato su una collina sopra la spiaggia della zona. In realtà, "Troulli" è stato utilizzato come posto di osservazione durante il periodo veneziano.

## Storia
Gli scavi archeologici che hanno avuto luogo a Pyrgos Tyllirias hanno portato alla luce una serie di reperti risalenti al periodo medievale. Questi includono parti di un edificio medievale, tombe, così come reperti mobili come una croce di bronzo e uno spillone. Inoltre, nel sito sono stati trovati oggetti di ceramica e metallo come vasi di terracotta, un anello intagliato e monete. Ulteriori scavi nel sito "Koilada-Palialona" hanno rivelato tombe che risalgono all'epoca ellenistica e sono state utilizzate fino all'epoca romana, o anche più tardi. Di particolare importanza per la realizzazione degli scavi archeologici è stato il sostegno finanziario fornito dal Vescovado di Kykkos.
Nel 1960, l'anno dell'indipendenza, la popolazione del villaggio era di 1 049 persone, di cui solo due erano turco-ciprioti, il resto erano esclusivamente greco-ciprioti. A questo si aggiungono 244 abitanti, tutti di quest'ultima comunità, residenti a Pano Pyrgos. 
Durante il conflitto intercomunitario greco-turco-cipriota che scoppiò a partire dal dicembre 1963, la località fu particolarmente colpita. Era circondata dalle enclavi turco-cipriote di Limnitis a est e Kokkina a ovest. Nel settembre 1964, ha subito le conseguenze dei combattimenti a Kokkina. L'8 agosto di quell'anno fu bombardata.
Il contingente danese dell'UNFICYP aveva una sotto unità nella regione il cui posto di comando si trovava appena a ovest di Kato Pyrgos con postazioni di varie dimensioni (da 3 a 30 uomini) a Pachyammos, Agios Georgios, Agios Theodhoros, Mansoura, Piyi e Pigenia, mantenendo pattuglie mobili in tutta la zona.

## Monumenti e luoghi di interesse

### Architetture religiose
Nel villaggio ci sono due chiese. La vecchia chiesa è dedicata ad Agia Eirini e la nuova chiesa ai santi Constantinos ed Eleni. Le cappelle della zona sono dedicate a Agios Stylianos, Panagia Galoktisti e il profeta Elias.

## Economia

### Agricoltura
Il villaggio è noto per il suo clima eccellente, perché diversi alberi da frutto fioriscono nella zona. In particolare, la comunità è famosa per le sue pesche, limoni, arance, mandarini e molti altri frutti e verdure. È anche conosciuta per i suoi fichi.

### Turismo
Durante i mesi estivi diversi turisti da Cipro e dall'estero soggiornano anche nel villaggio, attratti dall'acqua marina cristallina, dall'aria di montagna e di mare, dal pesce fresco e dalla tradizionale ospitalità dei residenti. Inoltre lungo la costa ci sono diversi alberghi moderni. Durante i mesi estivi di luglio e agosto, il Consiglio Comunitario organizza spettacoli di musica e danza nella piazza e nella riserva di pesca.

## Infrastrutture e trasporti

### Strade
I lavori per l'apertura della strada Pyrgos - Limnitis hanno ridotto la distanza da Nicosia a circa 40-50 minuti. Un punto di attraversamento della Buffer Zone è stato aperto vicino a Kato Pyrgos il 18 ottobre 2010 per facilitare il trasferimento a Nicosia.